# Jaltomata antillana
Jaltomata antillana är en potatisväxtart som först beskrevs av Carl Karl Wilhelm Leopold Krug och Urban, och fick sitt nu gällande namn av W.G. D'arcy. Jaltomata antillana ingår i släktet jaltomator, och familjen potatisväxter. Inga underarter finns listade i Catalogue of Life.